# 日立アドバンストデジタル
株式会社日立アドバンストデジタル（ひたちアドバンストデジタル、Hitachi Advanced Digital, Inc.）は、かつて存在した日立製作所、日立コンシューマエレクトロニクスの100%子会社。のちに日立製作所の再編成で、孫会社となった。組込みシステムやデジタル機器の開発を行っていた。

## 概要
VHS方式ビデオテープレコーダー、ブラウン管テレビの主にハードウエア設計を手がける株式会社日立ビデオエンジニアリングとして設立された。日立画像情報システムに社名を変更した後、ソフトウエア会社である日立マイクロソフトウェアシステムズの合併により、ワンストップでの開発受託が可能になった。製造部門は持たない。小規模な生産なら内部で行うこともあるが、基本的に設計開発業務が主であった。その成立過程から、画像技術を得意分野とする技術者が多かった。2010 ETロボコン、アンドロイドなど新技術にも注力した。
2009年、日立製作所がコンシューマグループを独立会社とした。そのため、日立製作所から見ると、本来コンシューマー系の設計子会社として設立された同社は、孫会社の位置付けになった。
2011年に創業30周年を迎え、記念ロゴマークを設定して活動している。ちなみに日立製作所は、創業100周年である。
2013年、日立メディアエレクトロニクスから指静脈認証装置の開発・設計を移管された。これは、2011年の震災により使用していたICチップが日立系列から供給されなくなり、ユニット外部から見て同等のものを他のサプライヤーのチップで再設計した事に始まる。
2013年11月25日、翌2014年4月1日付で株式会社日立情報制御ソリューションズに吸収合併されることが発表された。
2014年4月1日、日立情報制御ソリューションズが、日立製作所及び日立水戸エンジニアリング、水戸エンジニアリングサービスのセキュリティシステム事業及びプリント基板事業を会社分割により継承するとともに、日立アドバンストデジタル及び茨城日立情報サービスを吸収合併し、社名を株式会社日立産業制御ソリューションズに変更。

## 沿革
- 1981年2月 - 株式会社日立ビデオエンジニアリングとして設立
- 1982年4月 - 新卒者採用により本格的稼働
- 1991年 - 株式会社日立画像情報システムに社名変更
- 2003年 - 株式会社日立マイクロソフトウェアシステムズを吸収合併。同時に、株式会社日立アドバンストデジタルに社名変更
- 2004年7月 - 株式会社横浜アドバンストデジタルを完全子会社化
- 2009年4月 - 横浜アドバンストデジタルを吸収合併
- 2014年3月31日 - 日立情報制御ソリューションズに吸収合併され、消滅